# 追隨者合唱團
追隨者樂團（英語：Train band）是美國旧金山的一個流行搖滾樂團，於1993年成立，現任成員包括派屈克·莫納漢（演唱）、路易斯·马尔多纳多（吉他）、赫克托·马尔多纳多（貝斯、演唱）、德魯·肖尔斯（鼓）和杰里·贝克尔（鍵盤樂器、吉他）。鼓手德魯·肖尔斯于2019年1月离开乐队返回执业法律。

## 發展經過
樂團最早以莫納漢、吉米·斯塔福德、斯科特·安德伍、羅布·霍奇基斯和查利·科林的陣容在1998年發佈了同名首張錄音室專輯《追隨者》，其歌曲《Meet Virginia》成為熱門單曲。2001年，專輯《木星之淚》發佈，其首支單曲《Drops of Jupiter (Tell Me)》在2002年為樂團贏得了兩項葛萊美獎。專輯在美國和加拿大被認證為雙白金唱片，是樂團迄今為止最暢銷的一張專輯。樂團的第3張錄音室專輯《私有國度》於2003年發佈，專輯創造了熱門單曲《Calling All Angels》，并在美國被認證為白金唱片。在霍奇基斯和科林離開樂團之後，布兰登·布什（鍵盤乐器）和約翰尼·柯爾特加入了樂團。2006年，樂團發佈了他們的第4張錄音室專輯《你是唯一》，專輯獲得了樂評的好評，但商業上較不成功。因此，樂團在錄製新音樂之前休團了2年。
2009年年終，追隨者發行了專輯《拯救我，舊金山》，專輯的3支單曲《Hey, Soul Sister》、《If It's Love》和《Marry Me》分別在《告示牌》百强单曲榜最高排第3、34和34名。而專輯本身亦被美國唱片業協會和澳大利亚唱片业协会均認證為金唱片。2008年，杰里·贝克尔（吉他、鍵盤樂器和和聲）與赫克托·马尔多纳多（貝斯、吉他、打击乐器和和聲）開始參加樂團歌曲錄製，并隨樂團一起巡演。
2012年4月，追隨者發行了發行了他們第6張錄音室專輯《加州37號公路》。專輯的首張單曲《Drive By》在《告示牌》百强单曲榜最高排第10名，在英國則進入了榜單前10。2014年6月，斯科特·安德伍離團，其位置由德魯·肖尔斯取代。同年9月，追隨者發行了他們的第7張錄音室專輯《搖滾鉅作》，專輯在《告示牌》二百強專輯榜最高排第5名，并收穫了樂評好評，但只有《Angel in Blue Jeans》一首歌曲進入了百強單曲榜。在樂團結束《搖滾鉅作》的宣傳巡演後不久，2015年11月，樂團在亞馬遜獨家發佈了聖誕專輯《Christmas in Tahoe》，2016年6月，又發佈了翻唱齐柏林飞船第二張錄音室專輯《Led Zeppelin II》的專輯《翻唱齊柏林飛船II特輯》。樂團的第10張錄音室專輯《女孩‧空瓶‧船隻》於2017年1月發佈。
截至2014年，追隨者在全球已取得超過1000萬專輯銷量和3000萬單曲銷量。

## 音樂作品
- 《追隨者(專輯)（英语：Train (album)）》(1998年)
- 《木星之淚（英语：Drops of Jupiter）》(2001年)
- 《私有國度（英语：My Private Nation）》(2003年)
- 《你是唯一(專輯)（英语：For Me, It's You）》(2006年)
- 《舊金山,救我（英语：Save Me, San Francisco）》(2009年)
- 《加州37號公路(專輯)（英语：California 37 (album)）》(2012年)
- 《搖滾鉅作（英语：Bulletproof Picasso）》(2014年)
- 《Christmas in Tahoe（英语：Christmas in Tahoe）》(2015年)
- 《翻唱齊柏林飛船II特輯（英语：Train Does Led Zeppelin II）》(2016年)
- 《女孩‧空瓶‧船隻（英语：A Girl, a Bottle, a Boat）》(2017年)

## 外部連結
- 官方网站